# جيمس تومسون (لاعب كريكت)
جيمس تومسون (20 فبراير 1852 في المملكة المتحدة - 2 مايو 1890 في أستراليا) (بالإنجليزية: James Thomson)‏ هو لاعب كريكت نيوزلندي.

## وصلات خارجية
- جيمس تومسون على موقع إي آس بي آن كريك إنفو (الإنجليزية)